# Mycomya coeles
Mycomya coeles är en tvåvingeart som beskrevs av Chandler 1994. Mycomya coeles ingår i släktet Mycomya och familjen svampmyggor.
Artens utbredningsområde är Israel. Inga underarter finns listade i Catalogue of Life.